# لاتی هلدینگز
لاتی هلدینگز (انگلیسی: Lotte Holdings) شرکت صنایع غذایی ژاپنی است، که در سال ۱۹۴۸ توسط شین کیوک-هو تأسیس شد.